# Adolf Fuchs (Geistlicher)

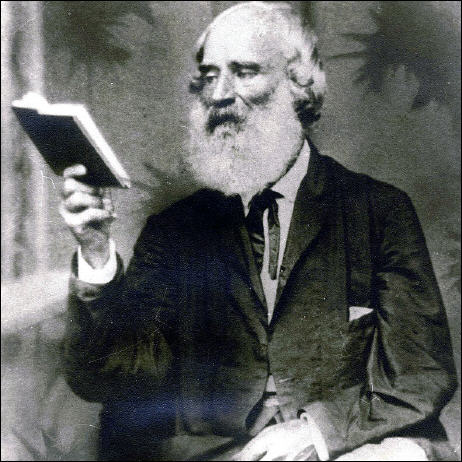
Adolf Fuchs

Carl Adolf Friedrich Fuchs, auch Carl Adolph Friedrich Fuchs (* 19. September 1805 in Güstrow; † 9. Dezember 1885 auf der Goeth Ranch bei Cypress Mill, Blanco County, Texas) war ein deutscher evangelisch-lutherischer Geistlicher, Autor, Auswanderer und Siedler in Texas.

## Leben und Wirken
Adolf Fuchs war ein Sohn des Theologen Adolf Friedrich Fuchs (1753–1828) und dessen dritter Ehefrau (Margarete) Dorothea, geb. Schröder (1765–1811), die schon 1811 im Alter von 46 Jahren starb. Der Vater war zum Zeitpunkt der Geburt Rektor der Domschule Güstrow und von 1811 bis zu seinem Tod Superintendent in Güstrow.
Fuchs besuchte die Domschule Güstrow, bestand Ostern 1823 das Abitur und studierte ab 1824 Evangelische Theologie an den Universitäten Rostock, Jena, Halle und Göttingen. In Rostock wurde er 1826 Mitglied des Corps Vandalia.
Nach Abschluss seines Studiums wirkte er zunächst als Konrektor in Waren. 1835 wurde er zum Pastor in Kölzow berufen. Nach jahrelangen Schwierigkeiten begann er sich für eine Auswanderung nach Amerika zu interessieren und schrieb 1842 den geistlichen Roman Robert, der autobiographische Züge aufweist. 1845 legte er sein Amt nieder und hielt seine kurz darauf gedruckte Abschiedspredigt, in der er sagte: „Ich habe es satt von dem Überfluss der Reichen, dem Schweiße der Armen mein Dasein kümmerlich zu fristen. Euch Armen predige ich Mut und Euch Reichen Demut. Meine Axt auf dem Rücken und mein Lieschen an der Hand, gehe ich aus meinem Vaterland und aus meiner Freundschaft, in das Land jenseits des Weltmeeres.“
Mit seiner Frau Louise, geb. Rümcker (* 1809), einer Rostocker Kaufmannstochter, die er 1829 in Rossow geheiratet hatte, und sieben Kindern schloss Adolf Fuchs sich der Auswanderergruppe des Mainzer Adelsvereins an. Die Reise ging über Bremen nach Galveston (Texas). Zu Ehren seines Abschieds schrieb August Heinrich Hoffmann von Fallersleben, der zu diesem Zeitpunkt in Mecklenburg auf dem Gut Hohenfelde im Exil lebte, am 10. Oktober 1845 das Abschiedslied Der Stern von Texas. Auch die Hoffmannsche Sammlung Texanische Lieder aus dem Folgejahr war durch Fuchs inspiriert, der auch in der (zur Umgehung der deutschen Zensurgesetze bewusst falschen) Verlagsangabe San Felipe de Austin Bei Adolf Fuchs & Co. genannt wird.
Adolf Fuchs und seine Familie trennten sich bald von der Adelscolonie, die mehr versprach, als sie halten konnte. Er verdiente sich seinen Lebensunterhalt zunächst als Musiklehrer am Baylor Female College in Independence (Texas), dem Vorgänger der Baylor University, und stritt für öffentliche Unterstützung einer Schule für Einwandererkinder, womit er den Anstoß zum öffentlichen Schulsystem in Texas gab. Er freundete sich mit dem ebenfalls aus Mecklenburg stammenden Siedler und Dichter Johannes Romberg an. Später heirateten zwei Töchter von Romberg zwei Söhne von Fuchs.
Den Mecklenburgern schilderte Fuchs seine Erfahrungen in positiver Weise in einem Brief aus Texas Für Auswanderer nach Amerika.
Vor ihrer Ausreise hatte ihnen der Marlower Bürgermeister Carl Friedrich Lüders einen Land grant überlassen, den sein verstorbener Bruder von der Republik Texas als Dank für seinen Einsatz in der Schlacht von San Jacinto erhalten hatte. Im Dezember 1853 gelang es der Familie Fuchs, ihren Anspruch anerkennen zu lassen und den Lüder grant bei Marble Falls im Burnet County in Besitz zu nehmen. Die Familie gehörte damit zu den ersten Siedlern westlich des Colorado River (Texas).
Seine Tochter Ottilie (1836–1926) wurde später unter ihrem Ehenamen (Goeth) als Schriftstellerin bekannt.

## Werke
- Robert – ein geistlicher Roman. Leopold, Rostock 1842.
 Neudruck: Robert: ein geistlicher Roman; nebst einer Abschieds-Predigt gehalten zu Kölzow in Mecklenburg-Schwerin am XX. S. n. Tr. 1845. [Text bearb. und mit Anm. versehen durch Kenneth W. Fuchs]. Laugwitz, Buchholz in der Nordheide 2006 (Abschied von der alten Welt; Band 1) ISBN 978-3-933077-20-2
- Abschied von der Alten Welt. Eine Abschieds-Predigt, gehalten zu Kölzow in Mecklenburg-Schwerin am XX. S. n. Tr. 1845. o. O., o. J.
 Digitalisat, University of Texas at Arlington Library